# Politiek in de Falklandeilanden
De politiek van de Falklandeilanden bestaat uit een parlement en een regering. Er is een kleine rechterlijke macht, maar de hoogste rechterlijke macht is het hooggerechtshof in Londen.

## Vertegenwoordiging van het Britse gezag

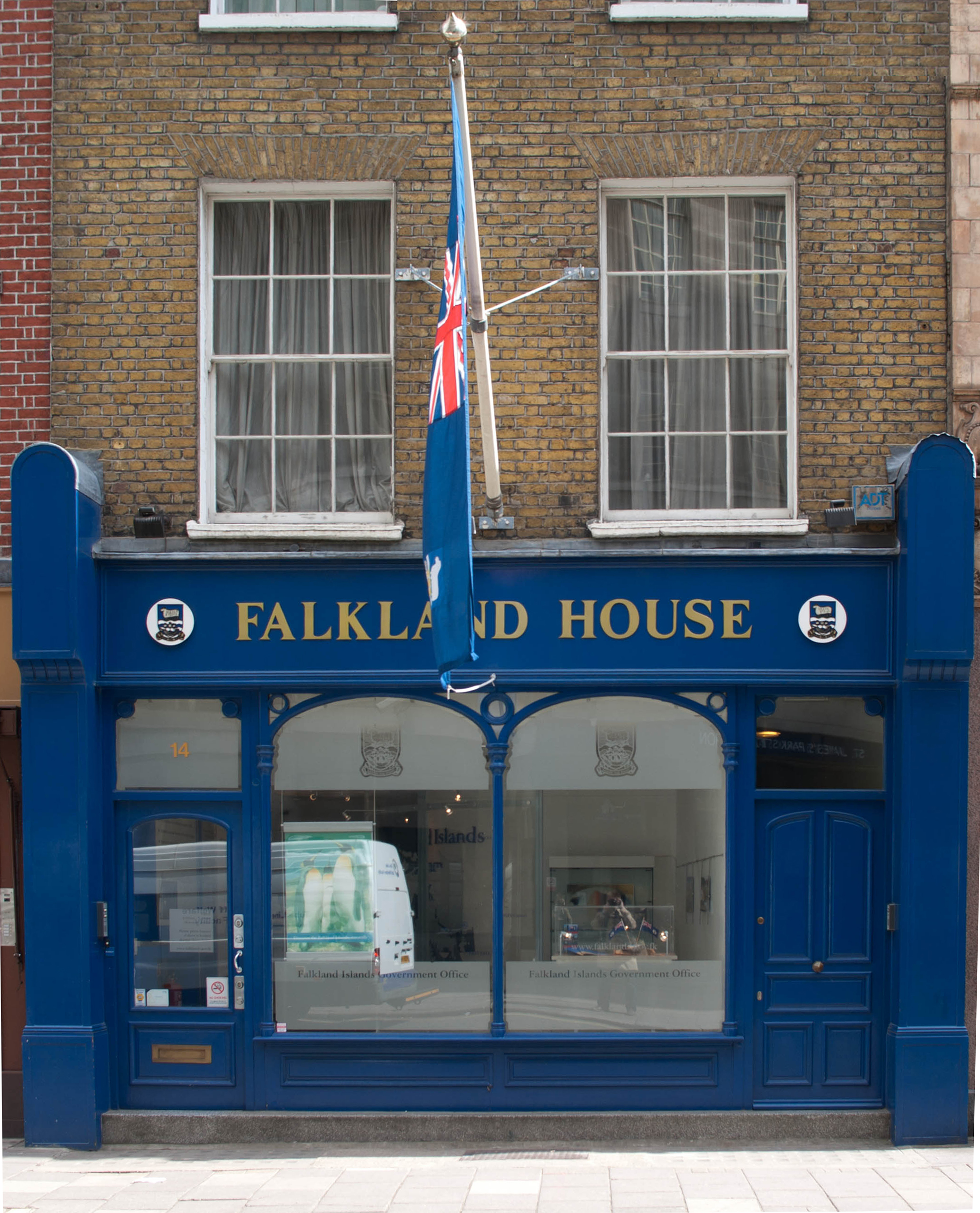
Falkland House, de vertegenwoordiging voor de regering van de Falklandeilanden in Westminster, Londen

Het Britse gezag wordt namens koning Charles III vertegenwoordigd door een gouverneur (sinds 2010: Nigel Haywood), die resideert in de hoofdplaats Stanley.

## Legislative Council (LegCo)
De eilandbewoners worden vertegenwoordigd door acht Legislative Councillors (vijf uit Stanley en drie uit de Camp). Daarnaast bestaat de Legislative Council uit twee ex-officio leden – de Chief Executive en de minister van financiën – en de gouverneur, die tevens voorzitter van de LegCo is. Ook de commandant van de British Forces Falkland Islands en de advocaat-generaal (Attorney General) mogen mee vergaderen. De LegCo is bevoegd wetten te maken voor het handhaven van de orde, de wet, wetgeving en de regering van de eilanden. Samenkomsten van LegCo worden in het openbaar gehouden. De LegCo komt bijeen wanneer men dat wil, maar in ieder geval vier keer per jaar.

## Executive Council (ExCo)
Elk jaar kiezen de acht Legislative Councillors uit hun midden drie leden voor de Executive Council (ExCo). De gouverneur wordt geadviseerd door deze ExCo, waarvan hij tevens voorzitter is. De Executive Council bestaat verder uit de Chief Executive en de minister van financiën. Daarnaast mogen de commandant van de British Forces Falkland Islands en de advocaat-generaal (Attorney General) vergaderingen van de ExCo bijwonen en er intensief aan meedoen. Vergaderingen van de ExCo worden maandelijks gehouden.
Defensie en buitenlandse zaken van de Falklandeilanden zijn een aangelegenheid van de Britse regering.

## Politieke partijen
Er zijn de op de Falklandeilanden geen politieke partijen, ieder lid van de ExCo of LegCo is onafhankelijk.

## Buitenlandse vertegenwoordiging
Er is geen ambassade van welk land dan ook noch enig consulaat. Anderzijds zijn er ook geen Falklandeilandse ambassades of consulaten in enig land op de wereld. De Falklandeilanden worden vertegenwoordigd door het Verenigd Koninkrijk.